# Astragalus confertissimus
Astragalus confertissimus är en ärtväxtart som beskrevs av Siro Kitamura. Astragalus confertissimus ingår i släktet vedlar, och familjen ärtväxter. Inga underarter finns listade i Catalogue of Life.